# سن القلم

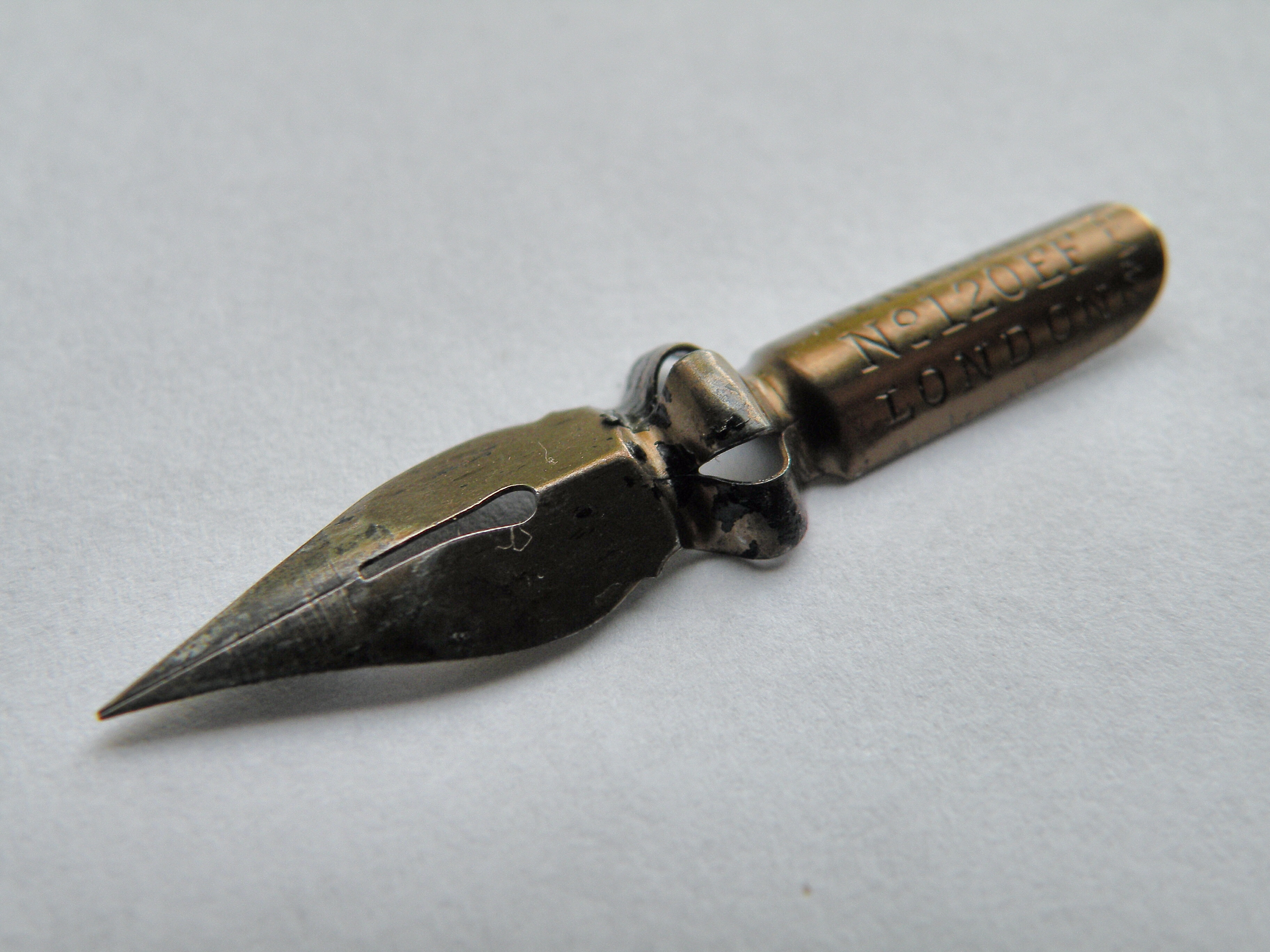
صورة مقربة لسن قلم

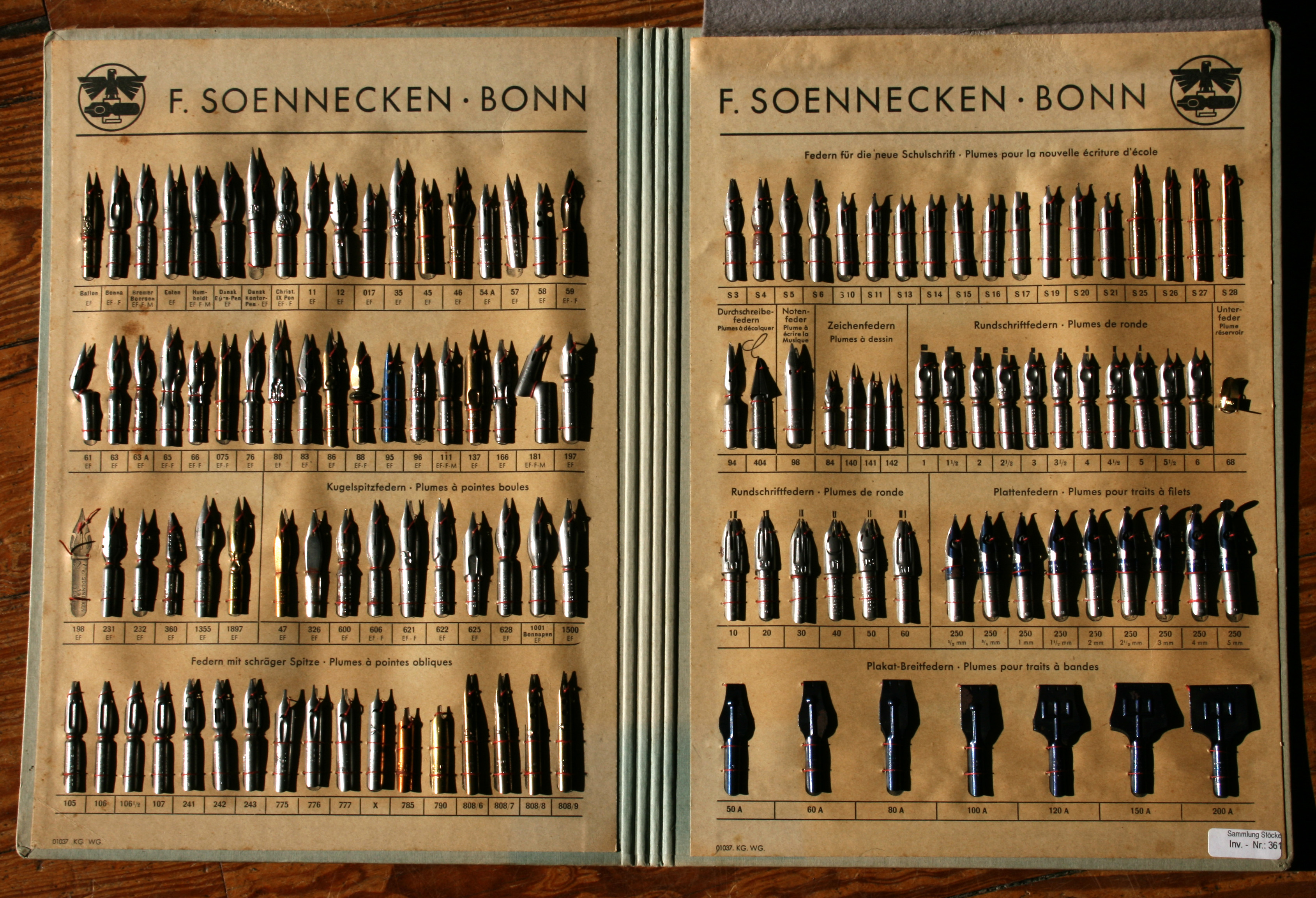
تشكيلة متنوعة من أسنان القلم لشركة Soennecken الألمانية

سن القلم هو الجزء الذي ينتهي به القلم ويكون على تماس مع سطح الكتابة، وذلك يشمل مجموعة من أدوات الكتابة منها الريشة وقلم الغمس وقلم الحبر السائل وقلم الحبر الجاف.
لوضعية وحالة رأس القلم أهمية في أصول الخط العربي؛ والرسم الهندسي.